# AA Большого Пса
AA Большого Пса (лат. AA Canis Majoris) — двойная затменная переменная звезда типа Алголя (EA) в созвездии Большого Пса на расстоянии приблизительно 4960 световых лет (около 1521 парсека) от Солнца. Видимая звёздная величина звезды — от +15,9m до +13,8m. Орбитальный период — около 1,4019 суток.